# Burg Stahleck (Bacharach)

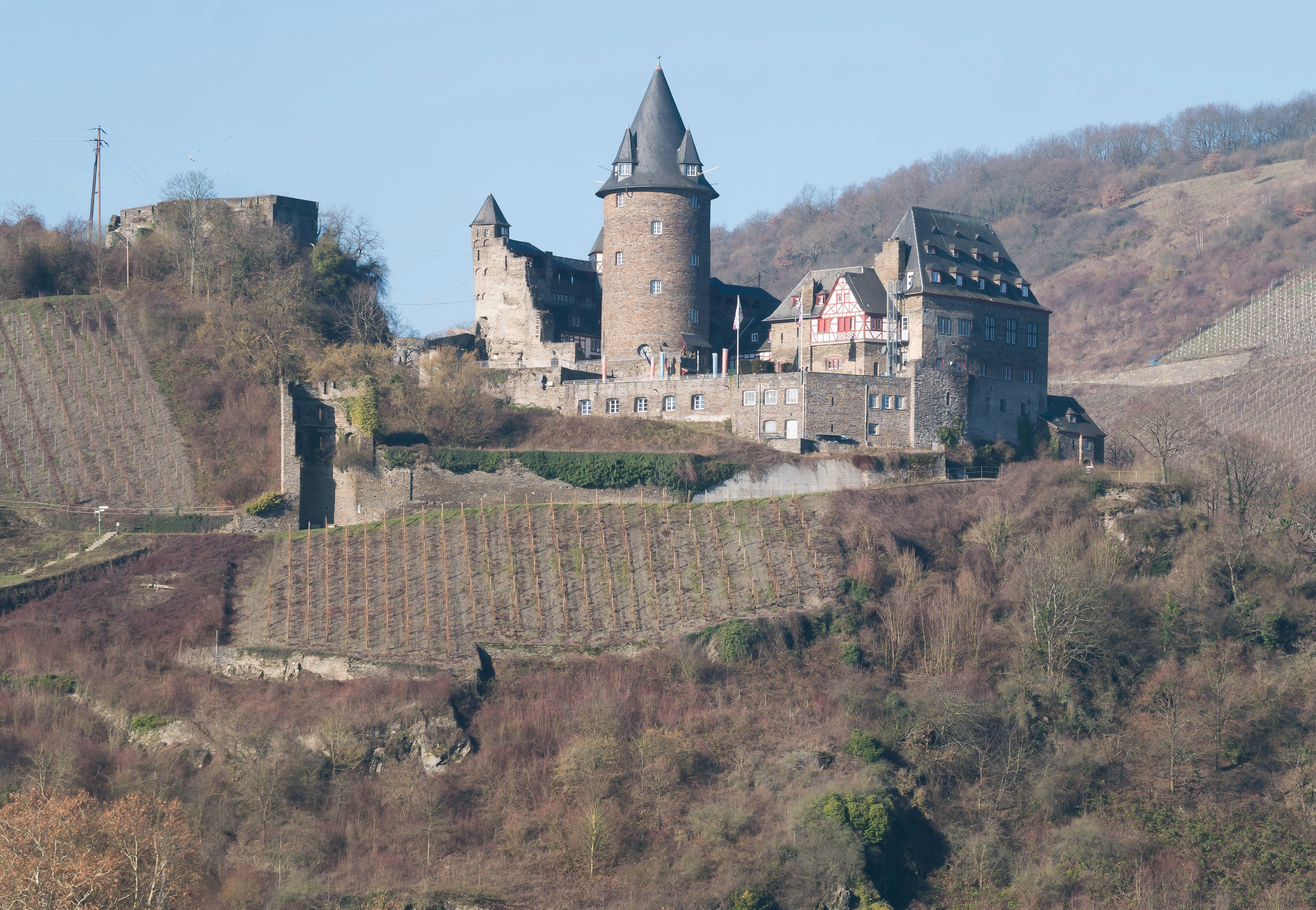
Burg Stahleck vom rechtsrheinischen Ufer gesehen (Südosten)

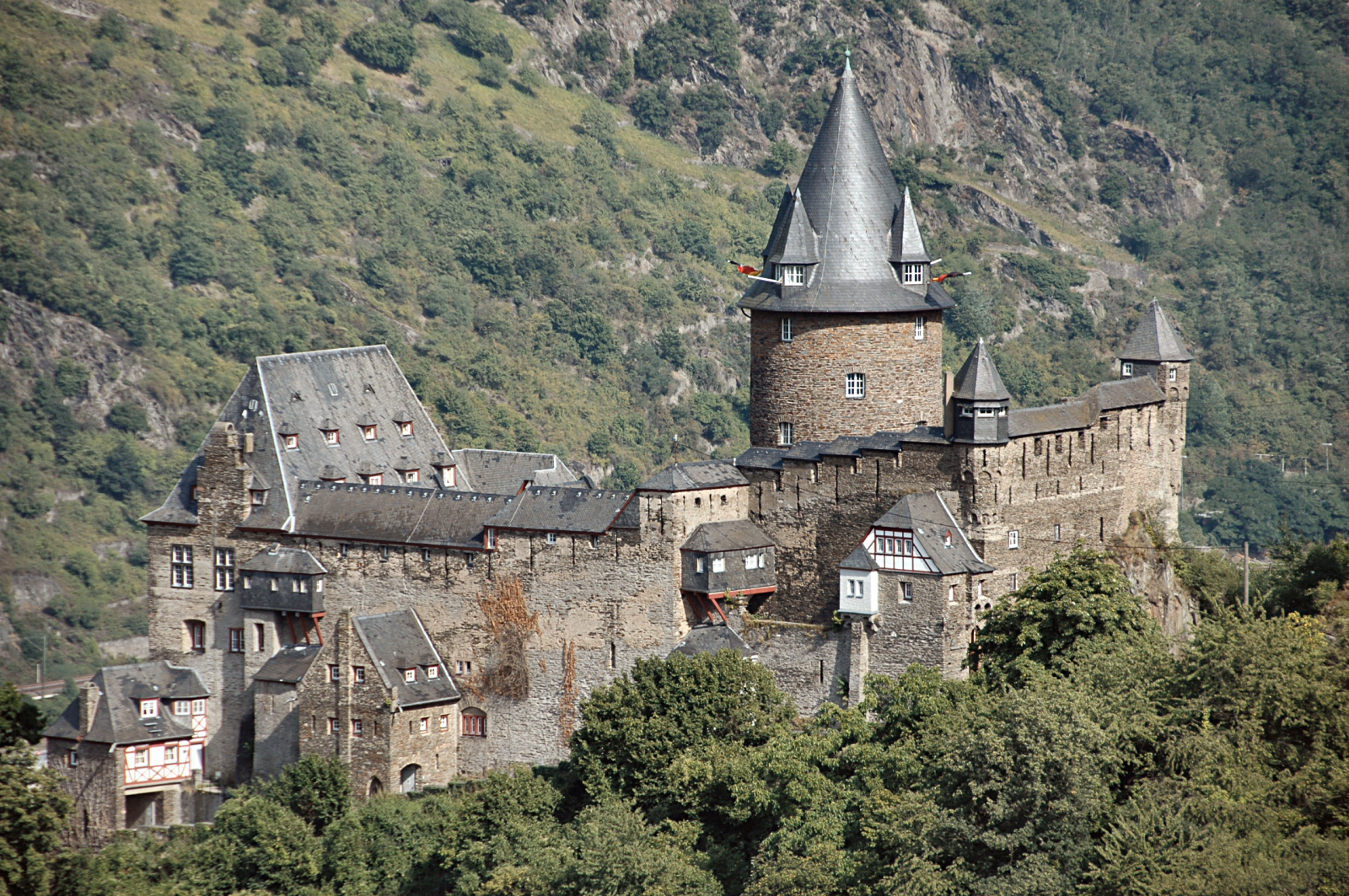
Burg Stahleck von Nordwesten gesehen

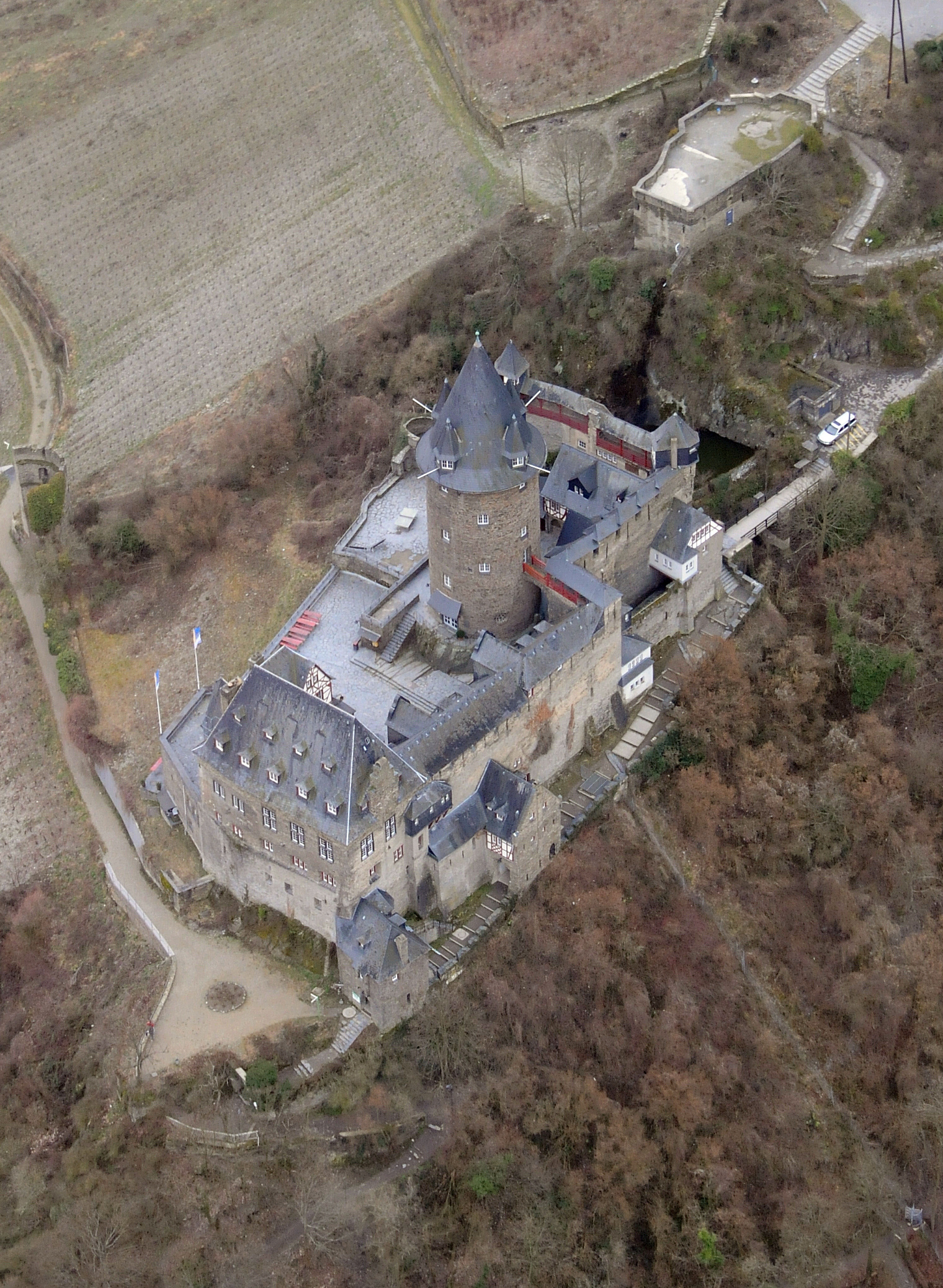
Luftbild der Burg von Norden

Die Burg Stahleck ist eine Höhenburg im Mittelrheintal auf dem Gebiet der Stadt Bacharach im rheinland-pfälzischen Landkreis Mainz-Bingen knapp 50 Kilometer südlich von Koblenz. Ihr wassergefüllter Halsgraben ist eine Seltenheit in Deutschland.
Der Name der Burg setzt sich aus den mittelhochdeutschen Wörtern stahel für Stahl und ecke als Bezeichnung für einen Bergsporn zusammen und bedeutet unbezwingbare Burg auf einem Bergsporn. Sie wurde wahrscheinlich Ende des 11. oder zu Beginn des 12. Jahrhunderts errichtet und war ein kurkölnisches Lehen. Seit Bacharach unter den Pfalzgrafen bei Rhein zum Handels- und Stapelplatz unter anderem für den pfälzisch-rheingauischen Weinhandel geworden war, fungierte die Anlage gleichzeitig als Zollburg.
Ab Anfang des 13. Jahrhunderts war Stahleck in Wittelsbacher Besitz und verblieb dort bis zum Beginn des 19. Jahrhunderts, obwohl sie während des Dreißigjährigen Krieges von verschiedenen Parteien insgesamt achtmal belagert und erobert wurde. 1689 bei Sprengungen durch französische Truppen im Pfälzischen Erbfolgekrieg stark beschädigt, war Stahleck nach Ende des pfälzischen Kurstaats Ruine und Eigentum des französischen Staats, der sie gemäß den Bestimmungen des Wiener Kongresses 1815 an das Königreich Preußen abtreten musste.
Der seinerzeit in Koblenz beheimatete Rheinische Verein für Denkmalpflege und Heimatschutz erwarb die Burganlage 1909 von der preußischen Domänenverwaltung und ließ sie ab 1925 als Jugendherberge wiederaufbauen. Der Ausbau während der 1920er und 1930er Jahre hatte deutschlandweite Vorbildfunktion. Vollständig wiederhergestellt war die Burg jedoch erst im Jahr 1967 mit Abschluss der Arbeiten am Bergfried. Der Jugendherbergsbetrieb wird bis heute fortgeführt, Innenbesichtigungen sind daher nicht möglich. Von der großen Aussichtsterrasse bietet sich aber eine gute Aussicht auf das dortige Obere Mittelrheintal, als dessen Teil die Anlage seit 2002 zum UNESCO-Welterbe gehört. Wegen der Bedeutung als besonders wertvolles historisches Gebäude steht Burg Stahleck zudem seit 1989 nach den Vereinbarungen der Haager Konvention unter Schutz.

## Geschichte

### Die Anfänge
Etwa ab dem Jahr 1000 war Bacharach vermutlich im Besitz der Kölner Erzbischöfe, die Rofus Stahleck vielleicht als südlichen Vorposten ihres Erzbistums zur Sicherung des weit entfernten Besitzes gründeten. Die Anlage entstand wahrscheinlich um die Wende vom 11. zum 12. Jahrhundert eventuell anstelle einer älteren Befestigung und war Sitz ihres Schutzvogts. Sie war damit nicht nur die erste größere Burg nördlich von Bingen und Rüdesheim, sondern zählt auch zu den ältesten Burgengründungen am Mittelrhein.
Im Jahr 1120/21 erschien erstmals ein Gozwin von Stalecke in Urkunden. Es handelte sich dabei um Goswin, Graf von Höchstadt und Bildhausen, der 1135 auch unter dem Namen Cozwinus de Staelechae als kurkölnischer Lehnsnehmer der Burg Stahleck verbürgt ist. Er stammte aus einem mainfränkischen Geschlecht und hatte die Burg durch Heirat mit Luitgard von Hengebach, der Witwe des 1102 verstorbenen Heinrich I. von Katzenelnbogen, erhalten. Von diesem Zeitpunkt an nannte er sich nach seinem neuen Besitz Goswin von Stahleck.

### Hauptsitz der Pfalzgrafschaft bei Rhein
Goswins Sohn Hermann heiratete wohl Ende der 1120er Jahre Gertrud von Schwaben, die Schwester König Konrads III. Nachdem er 1140 mit der Burg Stahleck belehnt worden war, erhielt er 1142 von seinem Schwager zusätzlich die Pfalzgrafschaft bei Rhein als Lehen. Hermann wurde damit zu einem der höchsten Würdenträger des römisch-deutschen Reiches. Das Viertäler-Gebiet, bestehend aus den Ortschaften Bacharach, Steeg, Diebach und Manubach und den Burgen Stahleck, Fürstenberg und Stahlberg mit Stahleck als Herrschaftsmittelpunkt war Kerngebiet des späteren pfalzgräflichen Territoriums am Rhein. Für die Zeit seiner Teilnahme am Zweiten Kreuzzug übertrug Konrad III. seinem Lehnsmann Hermann von Stahleck das Amt des Reichsverwesers.
Nach dem Tod Hermanns 1156 übergab Kaiser Friedrich Barbarossa die Pfalzgrafschaft an seinen Halbbruder Konrad von Hohenstaufen. Seine Tochter Agnes war Konrads einzige Erbin. Damit Burg und Pfalzgrafschaft im Besitz der Familie bleiben konnten, wandelte der Kölner Erzbischof Philipp von Heinsberg das Mannlehen im Jahr 1189 in ein Kunkellehen um, sodass Stahleck und die einträglichen Vogteirechte für Konrads Tochter gesichert waren.
Dem Willen Heinrichs VI. folgend, sollte seine kaiserliche Cousine Agnes den französischen König Philipp II. heiraten, doch dieser Plan scheiterte. Mit dem französischen Eheprojekt hatte sich Konrad bereits einverstanden erklärt, doch als er nicht auf der Burg Stahleck weilte, heiratete seine Tochter mit Hilfe ihrer Mutter dort 1193/1194 heimlich Heinrich den Älteren von Braunschweig, Sohn des verfeindeten Welfenherzogs Heinrich des Löwen, der schon früher um ihre Hand angehalten hatte und den sie liebte. Die vom Trierer Erzbischof Johann I. geschlossene Verbindung ging unter dem Namen Hochzeit von Stahleck in die Geschichte ein. Die Stahlecker Heirat brachte die Aussöhnung zwischen den Staufern und der welfischen Familie, die jedoch durch den frühen Tod Heinrichs VI. und die Doppelwahl von 1198 keinen langen Bestand hatte. Nach dem Tod Konrads im November 1195 folgte ihm Heinrich der Ältere als Pfalzgraf nach und kam in den Besitz der Burg. 1212 verzichtete er jedoch auf den Titel und die damit verbundenen Rechte zugunsten seines Sohnes Heinrich des Jüngeren. Da dieser schon 1214 in jungen Jahren und kinderlos starb, fiel Stahleck an dessen jüngere Schwester Agnes. Die restliche Pfalzgrafschaft wurde ohne die Allodiale der Stahlecker als erledigtes Reichslehen eingezogen und anschließend an den bayerischen Herzog Ludwig I. aus dem Haus Wittelsbach gegeben.

### Wittelsbacher Herrschaft

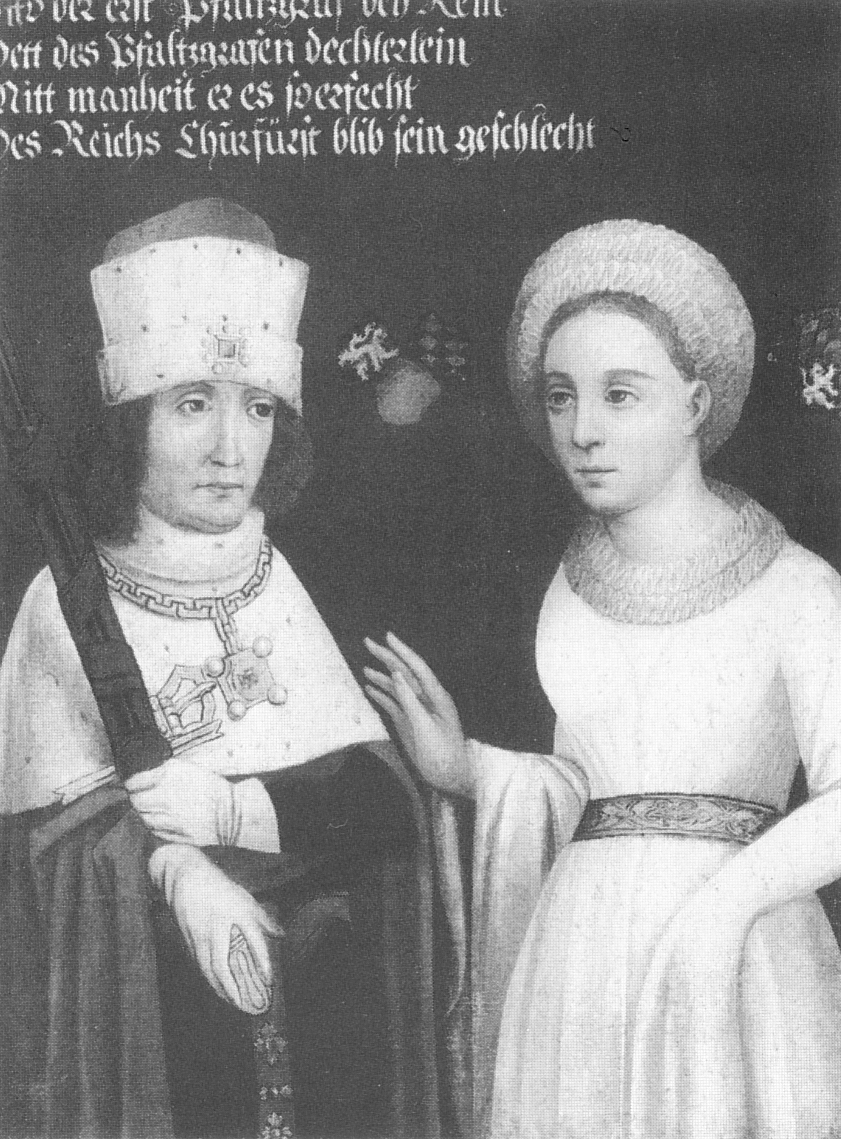
Durch die Heirat Otto des Erlauchten mit der Welfin Agnes kam die Burg Stahleck an die Wittelsbacher; Ölgemälde eines unbekannten Malers des 16. Jh.

Ludwig I. hatte bereits 1212 seinen sechsjährigen Sohn Otto II. mit Agnes von Braunschweig verlobt und sicherte ihm durch die Eheschließung 1222 den Besitz der Vogtei Bacharach, der Burg Stahleck und umfangreicher Ländereien, welche Agnes mit in die Ehe brachte. Unter Otto II. kam es 1243 zur Beilegung eines langen, schon seit 1156 schwelenden Streits mit den Kölner Erzbischöfen um die mit Stahleck verbundene Lehnshoheit; in der Folge wurde er auch mit den Burgen Fürstenberg und Stahlberg belehnt.
Ludwig I. verlegte seinen Hauptsitz 1214 nach Heidelberg, sodass Burg Stahleck fortan nur noch sporadisch genutzt und von Burggrafen verwaltet wurde, die sich Ritter von Stahleck nannten. Ab dem 15. Jahrhundert nahmen Amtmänner die Verwaltungsaufgaben wahr. Sie stammten ausnahmslos aus dem Ministerialadel, unter ihnen waren Mitglieder der Familien Knebel von Katzenelnbogen, von Sponheim und von Waldeck.
Obwohl die Burganlage nicht mehr Herrschaftsmittelpunkt der Pfalzgrafschaft war, fanden dort noch bis in das 15. Jahrhundert wichtige Fürstenversammlungen statt. Beispiele dafür sind die Königswahl des Wittelsbachers Ludwigs IV. im Mai 1314 und die Hochzeit des römisch-deutschen und böhmischen Königs (und späteren Kaisers) Karl IV. mit Anna, der einzigen Tochter des Pfalzgrafen Rudolf II. am 4. März 1349. Außerdem war die Anlage während des 14. Jahrhunderts mehrfach Pfandobjekt. Um die Kosten seiner Königswahl aufbringen zu können, verpfändete Ludwig IV. die Burg im Dezember 1314 für 58.300 Pfund Heller an den böhmischen König Johann von Luxemburg und seinen Onkel, den Trierer Kurfürsten Balduin. Im Juli 1328 mussten die beiden neben den Burgen Stahlberg und Braunshorn auch die Burg Stahleck als Bürgschaft für eine Sühneleistung an Gräfin Loretta von Sponheim übergeben. In der Folgezeit wurde sie deshalb treuhänderisch vom Grafen Wilhelm I. von Katzenelnbogen verwaltet, bis die volle Summe von 15.000 Pfund bezahlt war. Außerdem wurde Stahleck 1346 dem Mainzer Erzbischof Gerlach von Nassau geöffnet.
Nachdem die Anlage bei der pfälzischen Landesteilung 1353 an Ruprecht den Jüngeren gefallen war, wurde sie zwischen 1344 und 1366 als höchster Punkt in die Stadtbefestigung Bacharachs einbezogen. Ruprechts gleichnamiger Sohn feierte dort Ende des Jahres 1400 nach der Absetzung König Wenzels von Luxemburg seine Wahl zu dessen Nachfolger als Römisch-deutscher König.
Nach einem 1408 von König Ruprecht ausgerichteten Fest für die Reichsfürsten verlor Stahleck allmählich seine Bedeutung für das Heilige Römische Reich. Im Jahr 1442 fand dort noch einmal ein Treffen der Reichsfürsten statt, als Pfalzgraf Ludwig IV. den zur Kaiserkrönung nach Aachen ziehenden König Friedrich von Österreich empfing und ihm zu Ehren ein großes Fest gab, aber im Laufe des 15. und 16. Jahrhunderts versank die Burg Stahleck in der Bedeutungslosigkeit.

### Zerstörungen im 17. Jahrhundert

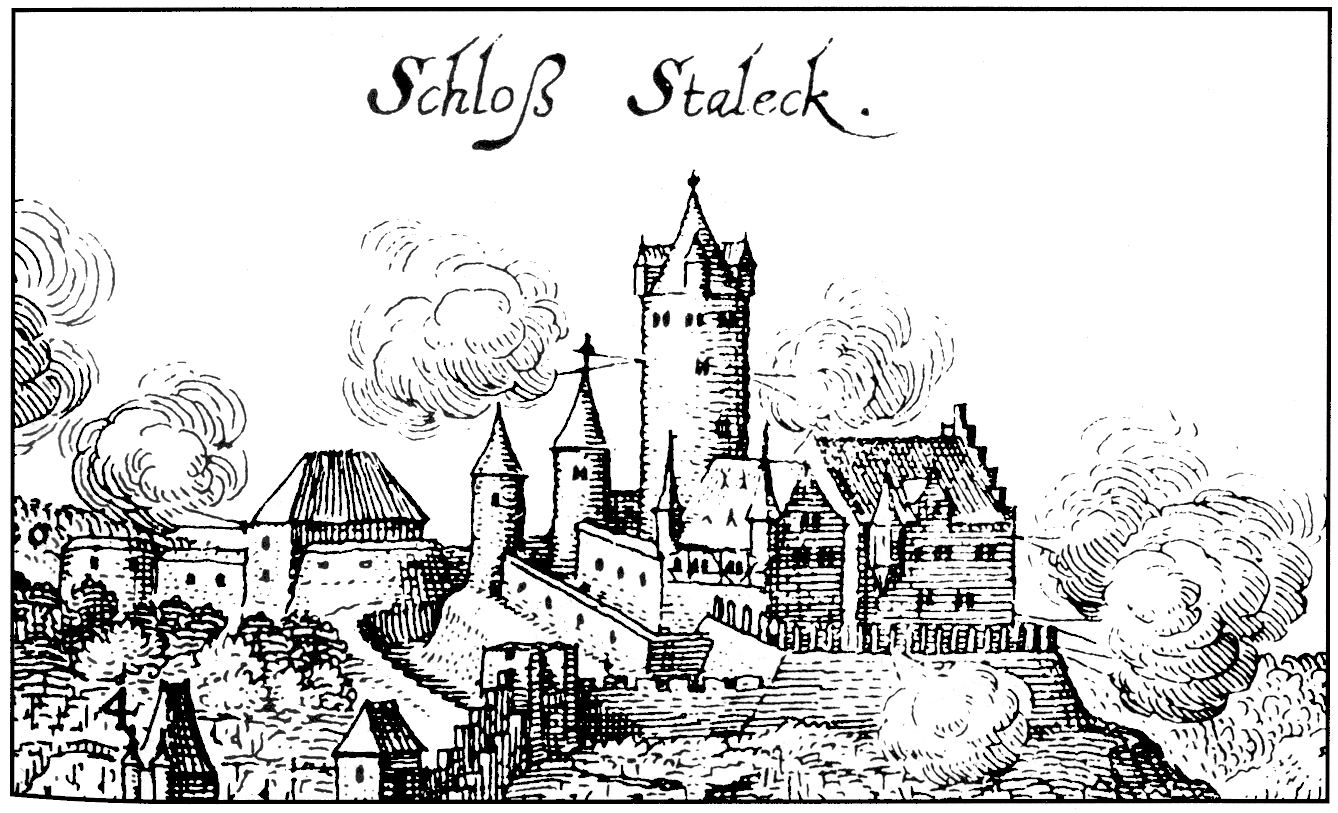
Spanische Soldaten verteidigen die Burg 1632 gegen schwedische Truppen; Ausschnitt aus einem Kupferstich von Matthäus Merian

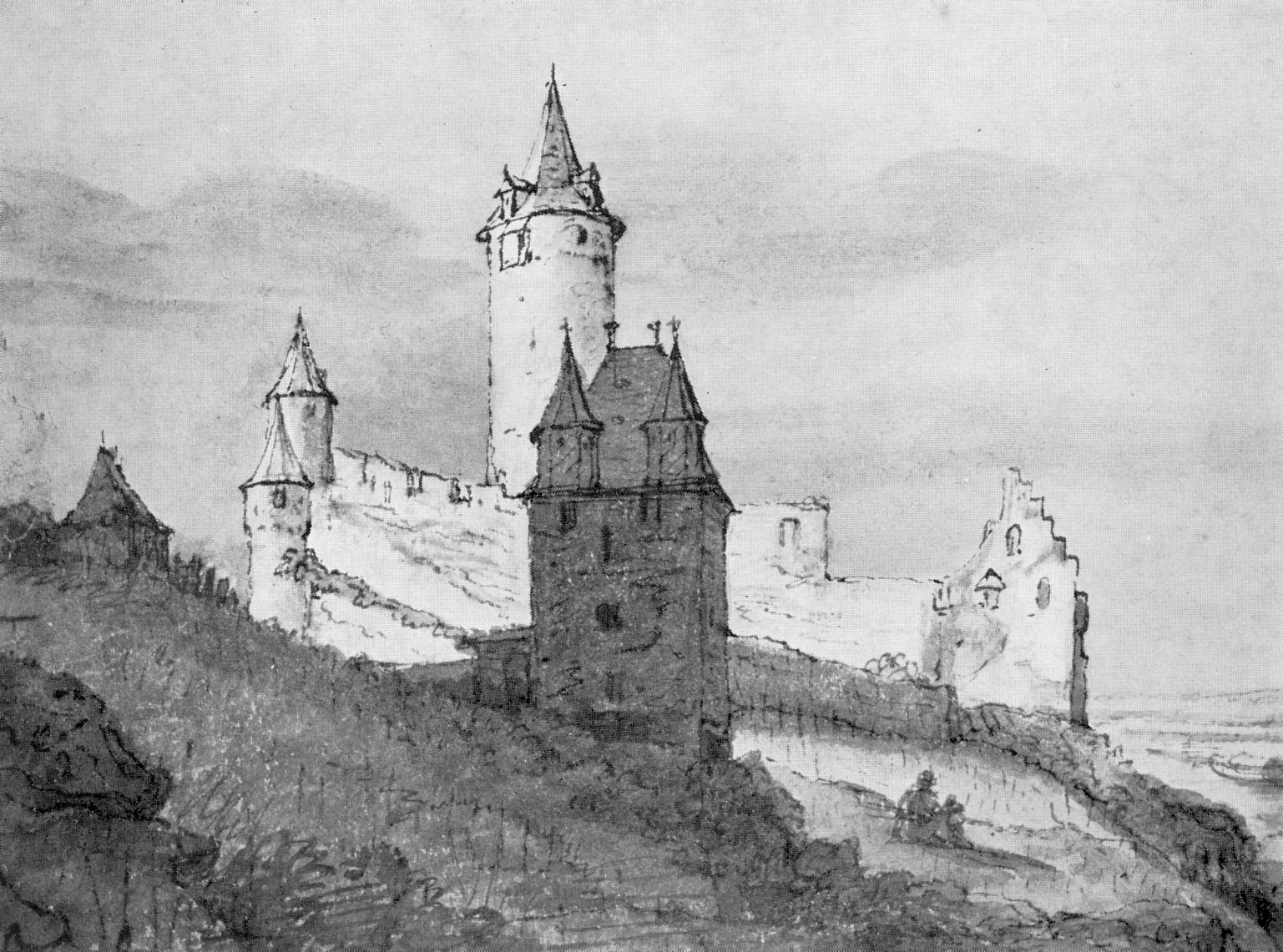
Die beschädigte Burg Stahleck im Jahr 1663 auf einer Zeichnung von Lambert Doomer

Die mittelalterliche Bausubstanz wurde nach Einführung der Feuerwaffen um eine Geschützplattform an der Nordostseite der Anlage erweitert. Sie sollte den Zuweg zur Burg sichern. Trotz dieser Verstärkung wurde die Anlage während des Dreißigjährigen Kriegs mehrfach belagert, erobert und verwüstet. Am 4. Oktober 1620 wurde sie – wie auch die Stadt Bacharach – von spanischen Truppen unter dem Generalfeldmarschall Ambrosio Spinola eingenommen. Die Spanier wurden aber am 9. Januar 1632 von protestantischen Schweden vertrieben. Bei der vorangegangenen Belagerung wurde die Burg schwer beschädigt. Ein Kupferstich von Matthäus Merian aus der Topographia Germaniae von 1646 zeigt dieses Ereignis.
Im Juli 1635 belagerten kaiserliche Truppen unter ihrem General Matthias Gallas, Graf von Campo, die Burg und konnten sie einnehmen. Vier Jahre später wurden sie im Juli 1639 von den in französischen Diensten stehenden Weimaranern vertrieben, ehe Stahleck im März 1640 von bayerischen Truppen besetzt wurde. Diese blieben aber nicht lange, und nach ihrem Abzug rückten für kurze Zeit wieder die Weimaraner in Burg und Stadt ein. Ihren Platz nahmen im Herbst 1640 nach vierzehntägiger Belagerung erneut spanische Truppen ein.
Nachdem im September 1644 Stadt und Burg nach zehntägiger Belagerung durch französische Soldaten eingenommen worden waren, rückten im Oktober des gleichen Jahres kurkölnische Truppen an und zwangen die Franzosen unter großen Verlusten zum Rückzug auf die Burg. Der Anführer der Kölner Soldaten, Oberst Constantin von Nievenheim, ließ die Anlage deshalb beschießen und „ziemlicherweise ruinieren“, unternahm jedoch keinen Eroberungsversuch. Die französischen Soldaten blieben bis zum 24. Juli 1650 auf der Burg, mussten sie aber gemäß den Vereinbarungen des Westfälischen Friedens räumen, weil die Anlage zurück an die Kurpfalz und Pfalzgraf Karl Ludwig fiel. Er ließ die Beschädigungen durch Instandsetzungsarbeiten 1666 beheben und im gleichen Zug einige Umgestaltungen vornehmen. Im Winkel zwischen Palas, dessen Innenausstattung stark verändert wurde, und nördlicher Wehrmauer entstand ein teilmassiver Bau mit Fachwerkobergeschoss.
Während des Pfälzischen Erbfolgekriegs wurde die Burg wie die meisten Wehranlagen im Oberen Mittelrheintal endgültig zerstört. Nachdem ihr Kommandant von Dachenhausen sie am 11. Oktober 1688 an französische Truppen übergeben hatte, zündeten die Soldaten am 15. März 1689 Pulvervorräte in den Gewölben der Anlage. Die Explosion zerstörte die Ringmauer und den Bergfried völlig. Die Wohngebäude brannten durch das entstandene Feuer komplett aus, und die Trümmer der Sprengung zerschmetterten die gotische Wernerkapelle am Fuße des Burgbergs. Burg Stahleck war derart stark beschädigt, dass ein Wiederaufbau unterblieb. Durch den Frieden von Rijswijk kam die Ruine 1697 wieder in kurpfälzischen Besitz und verblieb dort bis zur Auflösung des Kurstaats.

### Französisches und preußisches Eigentum

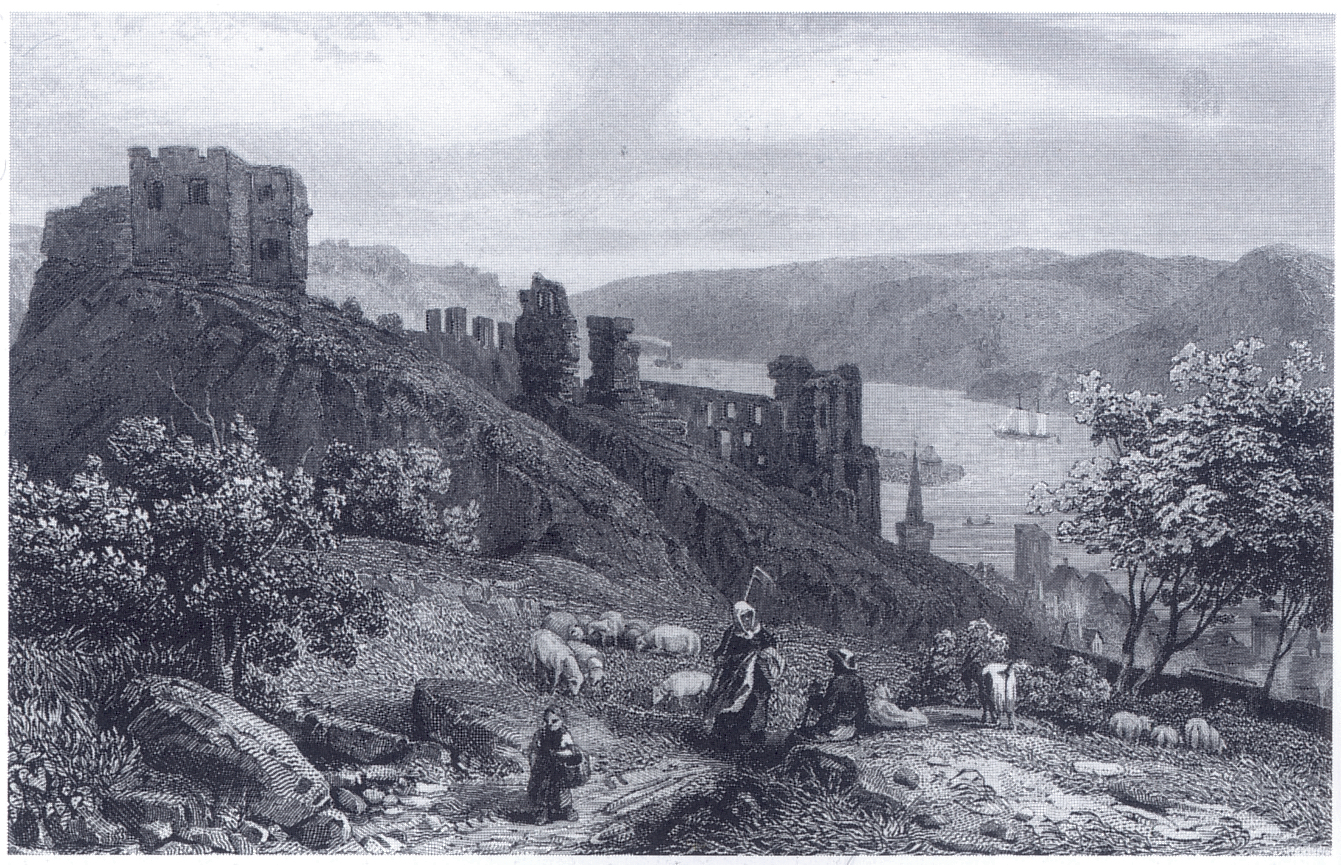
Die Ruine der Burg Stahleck auf einem Stich von 1840

Nachdem die linksrheinischen Pfalzgebiete 1794 von französischen Revolutionstruppen besetzt worden waren, kam die Burgruine im Jahr 1801 durch den Frieden von Lunéville an Frankreich, das die Anlage ab 1804 zum Kauf anbot. Durch die Bestimmungen des Wiener Kongresses wechselte die Ruine 1815 in den Besitz des Königreichs Preußen. 1828 erwarb sie der damalige preußische Kronprinz Friedrich Wilhelm IV., um sie 1829 seiner Frau Elisabeth Ludovika von Bayern, einer Wittelsbach-Prinzessin, als ehemalige Burg ihrer Ahnen zu schenken. Die Prinzessin war aber weder am Erhalt noch am Wiederaufbau der Anlage interessiert. Sie ließ lediglich einen Weg zur Ruine ausbessern. Anlässlich eines Besuchs der Kronprinzessin in den 1850er Jahren wurden große Teile der einsturzgefährdeten Mauern abgetragen. Mit dem Schutt wurde der Burghof aufgeschüttet und der Halsgraben verfüllt. Übrig blieben nur die hofseitige Palaswand, die Ringmauer an der Seite des Steeger Tals bis in Wehrgangshöhe und ein kleines Stück der Schildmauer.
Der Literat Axel Delmar plante ab 1907, ein Künstlerheim in der Burgruine einzurichten, doch das preußische Königshaus wollte sie ihm nicht verkaufen, und so gab Delmar das Vorhaben wieder auf. Ein Verkaufsangebot erging anstatt dessen an die Stadtverwaltung, doch dieses lehnte wiederum Bacharach ab.

### Wiederaufbau als Jugendherberge
Erst ab 1909, nachdem die Burg von der preußischen Domänenverwaltung in das Eigentum des Rheinischen Vereins für Denkmalpflege und Heimatschutz gewechselt war, begannen erste Sicherungs- und Instandsetzungsarbeiten an Ring- und Schildmauer, die mit 3500 Mark zu Buche schlugen. Den Kaufpreis von 5000 Mark konnte der Verein durch Spenden aufbringen. Durch den Ersten Weltkrieg wurden die Arbeiten unterbrochen, und Burg Stahleck litt weiter unter Vandalismus und Verfall. Zwar wollte Richard Blankenhorn, Eigentümer der Villa oberhalb der Burg, 1924 in der Ruine eine Wirtschaft einrichten, doch seine entsprechende Anfrage bezüglich der Verpachtung blieb fünf Jahre lang unbeantwortet, sodass Blankenhorn seine Pläne aufgab.
Zu Beginn des Jahres 1925 erging der Beschluss, auf der Burg eine Jugendherberge einzurichten. Der Verein beauftragte den Architekten Ernst Stahl, in die Ruine „ein Haus einzubauen, das sich dem Landschaftsbild gut einfügt“. Die Finanzierung der ersten Arbeiten war durch eine Stiftung und durch Zuwendungen der Rheinischen Provinzialverwaltung in Höhe von 30.000 Reichsmark gesichert.

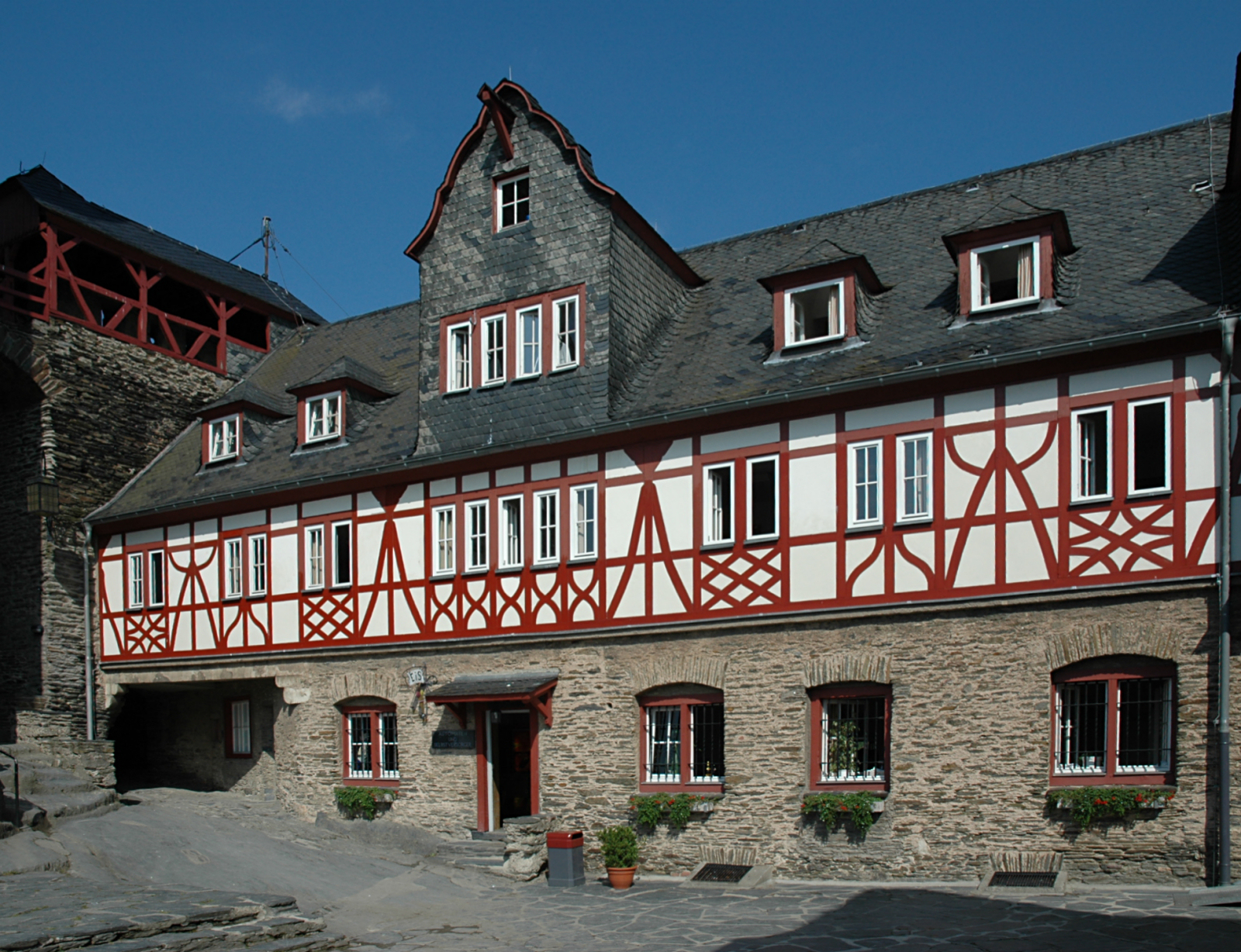
Das Langhaus entstand in den Jahren 1925/1926 und diente als Jungenherberge.

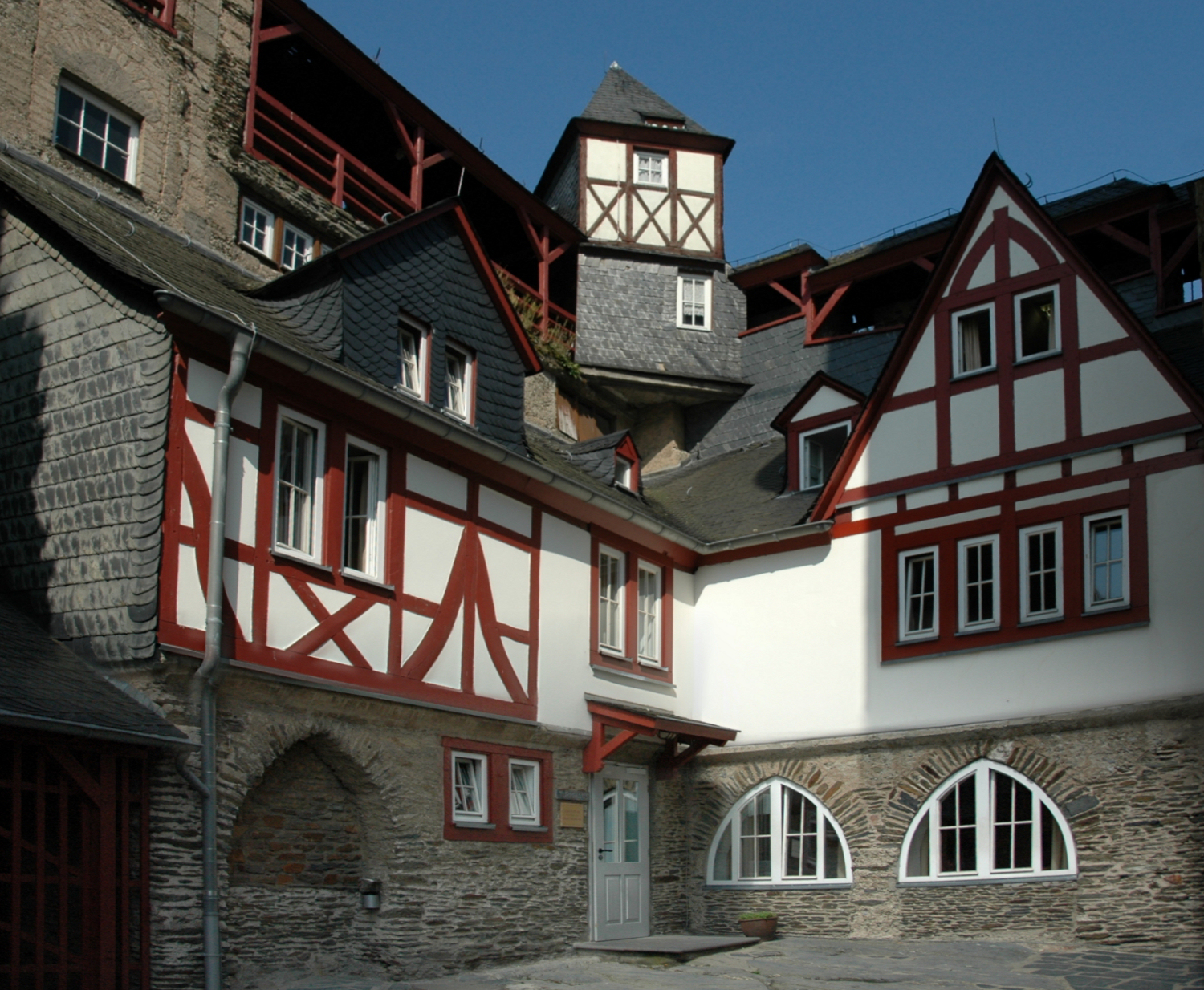
Die Mädchenherberge war im Juli 1927 fertig.

Stahleck wurde zum Prestigeobjekt des Vereins. Zu jener Zeit war ein vollständiger Wiederaufbau der Anlage geplant. Stahl orientierte sich bei seinen Entwürfen an historischen Ansichten und lehnte sie an erhaltene Bauteile an, veränderte die Pläne aber noch einmal, nachdem durch Ausgrabungen alte, zuvor unbekannte Grundmauern der Burggebäude freigelegt worden waren. Der Baubeginn verzögerte sich durch die Ausgrabungen und die nochmaligen Vermessungen bis zum Spätsommer des Jahres 1925. In einem ersten Bauabschnitt entstand auf alten Fundamenten ein Gebäude, das als Jungenherberge dienen sollte. In seinem ersten Geschoss befand sich neben der Wohnung des Herbergsvaters ein Schlafsaal mit Waschraum. Im Erdgeschoss fanden die Herbergsküche und ein Tagesraum Platz, während im Dachgeschoss weitere Schlaf- und Waschmöglichkeiten untergebracht waren. Soweit möglich, wurde bei der Gestaltung die einstige Raumaufteilung aufgegriffen. Zusätzlich wurde ein Kellerraum der Burg wieder aufgemauert und mit einer Eisenbetondecke versehen. Auf diese Weise entstand an der Ostecke der Anlage eine Aussichtsterrasse. Parallel dazu fanden bis 1926 weitere Ausgrabungen statt. Die durch Aufbereitung des Grabungsschutts gewonnenen Steine kamen als Baumaterial beim Wiederaufbau der Ringmauer und des Bergfriedfundaments zum Einsatz.
Die offizielle Einweihung der Jugendherberge fand am 12. und 13. Juni 1926 statt. Ihr folgte ab Herbst des gleichen Jahres bis zum Juli 1927 eine zweite Bauphase, in der eine Mädchenherberge auf den alten Fundamenten zweier Fachwerkbauten an der Schildmauer errichtet wurde. Das Erdgeschoss nahm ein großer Tagesraum ein, während sich in der ersten Etage ein großer Schlafsaal, Sanitärräume sowie Wohn- und Schlafzimmer für Aufsichtspersonen befanden. In den Räumen unter dem Dach gab es weitere Schlafmöglichkeiten. Im Torbau wurde zudem ein Vierbettzimmer eingerichtet. Bis 1927 waren die komplette Ringmauer und die zuvor zu 75 Prozent zerstörte Schildmauer wieder aufgemauert.
Die Jugendherberge war in der Folgezeit fast immer überbelegt, was zu existenziellen Problemen bei der Wasserversorgung führte. In manchen Zeiten verbot der Wassermangel auf der Burg jegliches Waschen. Abhilfe brachte die Erschließung einer neuen Wasserquelle in den westlichen Berghängen.
1929 war schließlich der Bergfried mit seinen zwei Sprenglöchern aus der Franzosenzeit bis zu einer Höhe von drei Metern gesichert. Dabei diente das östliche Sprengloch als Eingang in den Turm. Im gleichen Jahr wurde die Innenausstattung der Tagesräume mit Lambris und Wandmalereien umgestaltet. Von 1930 bis 1931 wurde das Erdgeschoss der Palasruine wiederhergestellt und dort ein Speiseraum, die Wohnung des Herbergsvaters und eine Spülküche eingerichtet. 1932 folgten Entschuttungsarbeiten des Halsgrabens.

### Die Burg in der Zeit des Nationalsozialismus

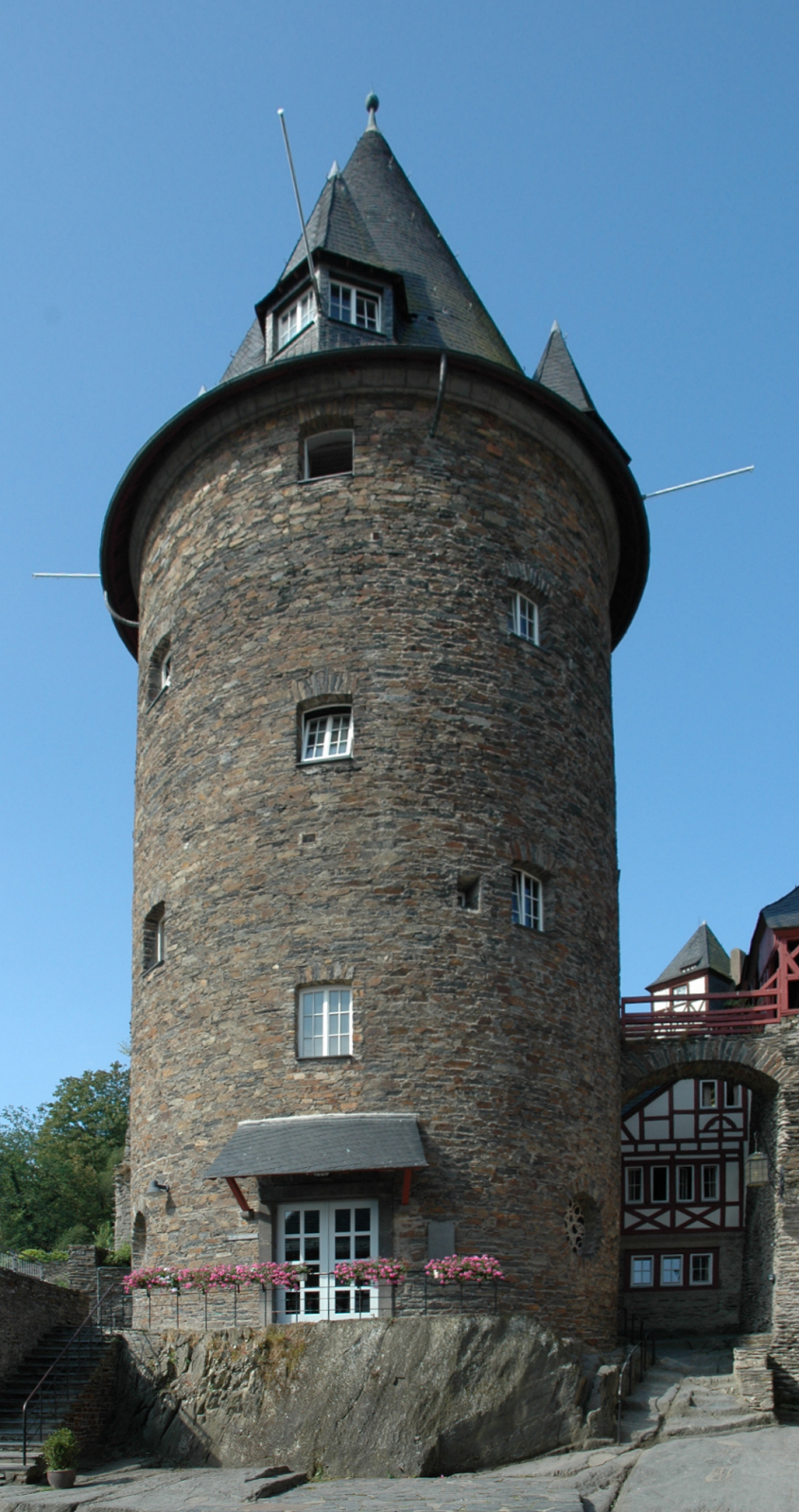
Der Bergfried wurde in seiner heutigen Form erst 1966/67 fertiggestellt

Erneuter Ausbaubedarf in der weiterhin gut besuchten Jugendherberge führte dazu, dass der Palas komplett wiederaufgebaut wurde, um anschließend 260 Schlafplätze anbieten zu können. Die feierliche Grundsteinlegung dazu fand am 18. November 1934 statt. Während der nur elfmonatigen Arbeiten wurde dem Palas ein kleiner zusätzlicher Bau als Küche angefügt. Am 25. Oktober 1935 fand die offizielle Einweihung des wiederaufgebauten Wohnbaus statt. In Anwesenheit von Mitgliedern der Hitlerjugend, des Jungvolks, des Bundes Deutscher Mädel sowie SA und SS übergab Gauleiter Gustav Simon das neue Haus seiner Bestimmung. Zeitgleich fanden die Einweihungen 26 weiterer deutscher Jugendherbergen statt. Die Kosten für den Ausbau beliefen sich auf 25.000 Reichsmark. In der Zeit von 1937 bis Frühjahr 1938 folgten noch der Bau der Erkertürme an der Schildmauer und die Überdachung ihres Wehrgangs.
In den folgenden zwei Jahren nutzten die Nationalsozialisten die Burg Stahleck dazu, Jugendliche und junge Erwachsene in Kursen und Lehrgängen mit dem nationalsozialistischen Gedankengut zu indoktrinieren. Hochrangige NSDAP-Angehörige statteten der Burg einen Besuch ab, so zum Beispiel Rudolf Heß im Juni 1938. Sein Besuch gab den letzten Anstoß dafür, die Wiederherstellung des Bergfrieds in Angriff zu nehmen. Der damalige Stumpf sollte auf eine Höhe von 36 Metern mit sieben Geschossen aufgemauert und anschließend Rudolf-Heß-Turm getauft werden. Doch die bestehenden Fundamente hätten die Last nicht mehr tragen können, und so wurden die erhaltenen Reste vollkommen niedergelegt und an gleicher Stelle im November 1938 mit dem vollständigen Neubau des Turms auf einem verkleinerten Grundriss begonnen. Durch Ausbruch des Zweiten Weltkriegs fanden die Arbeiten jedoch ein vorläufiges Ende, und der Bergfried konnte nicht in voller Höhe fertiggestellt werden.
Von 1940 bis 1942 diente Burg Stahleck als Wehrmachtslazarett, anschließend wurde in der Anlage ein Jugendumerziehungslager eingerichtet. Nachdem im November 1940 dort schon einmal luxemburgische Universitätsstudenten zur Teilnahme an Erziehungs- und Schulungskursen gezwungen worden waren, wurden in den Gebäuden Schüler und Studenten aus Esch an der Alzette und Echternach vier Monate lang interniert. Es war die Strafe für ihre Teilnahme am Protest gegen die 1942 verkündete Einführung der Wehrpflicht in Luxemburg und die damit verbundene Zwangsrekrutierung sowie für ihre Beteiligung am darauf folgenden Generalstreik.
Ab Januar 1943 diente die Burganlage als Straflager für deutsche Jugendliche, die keine ausreichende „Linientreue“ gezeigt hatten, ehe sie ab Juni des Jahres bis zum Sommer 1944 als Jugenddienstlager und Wehrertüchtigungslager genutzt wurde, in dem deutsche Jugendliche im Alter von 14 bis 18 Jahren „in harter Erziehung, die … durch anstrengende körperliche Arbeiten und wehrsportliche Ertüchtigung erreicht werden sollte, nachhaltig zu Zucht und Ordnung angehalten“ und auf ihren Kriegsdienst vorbereitet wurden.

### Nachkriegsjahre und heutige Nutzung
Nach dem Ende des Zweiten Weltkriegs waren in der Burg Stahleck zuerst französische Soldaten einquartiert, ehe sie ab November 1947 wieder als Jugendherberge genutzt wurde.
Im Januar 1948 eröffnete das rheinland-pfälzische Gesundheits- und Wohlfahrtsministerium auf der Burg eine Jugendhelferschule, die Ausbildungskurse für angehende Herbergseltern und Helfer anbot, doch die Schule musste schon Ende des gleichen Jahres wegen der schlechten Finanzlage des Landes wieder geschlossen werden. Der Betrieb der Jugendherberge indes blieb von dieser Schließung unberührt. Im Jahr 1957 bot die Burg 270 Betten und 60 Notlager und war damit nach den Häusern in Koblenz und Mainz die drittgrößte Jugendherberge in Rheinland-Pfalz. Mit 32.276 Übernachtungen im Jahr lag sie im landesweiten Vergleich sogar auf Platz zwei.
Ab Oktober 1965 erfolgte unter Leitung von Regierungsbaumeister Heinrich Grimm ein weiterer Aus- und Wiederaufbau der Anlage, basierend auf den Plänen Stahls, der 1957 verstorben war. Dabei wurden die Innenräume modernisiert und neu gestaltet sowie ein neues Wirtschaftsgebäude errichtet. Außerdem wurde die heutige große Südterrasse angelegt und ab 1966 der bis dato immer noch unvollendete Bergfried um weitere vier Meter erhöht sowie mit einem Helm überdacht. Während der Arbeiten, die mit insgesamt 1,8 Millionen Mark zu Buche schlugen, war der Herbergsbetrieb eingestellt. Die feierliche Neueröffnung war am 20. Mai 1967.
Die Burg Stahleck wird heute noch als Jugendherberge genutzt, die inzwischen durch das Jugendherbergswerk Rheinland-Pfalz vom Rheinischen Verein durch Erbbaurecht genutzt wird. Mit 168 Betten verzeichnet sie jährlich rund 42.000 Übernachtungen. In den 1990er Jahren wurden die Innenräume, die nicht besichtigt werden können, für 8,3 Millionen Mark ein weiteres Mal modernisiert.
Als das Obere Mittelrheintal im Jahr 2002 von der UNESCO in die Liste der Welterbestätten eingeschrieben wurde, hatte die Burg Stahleck als einer der über 40 Höhenburgen in dieser Rheinregion einen gewissen Anteil an der positiven Entscheidung, denn die Rheinburgen, deren Ruinen die Rhein- und Burgenromantik maßgeblich beeinflusst hatten, spielten bei der Entscheidungsfindung des UNESCO-Komitees durchaus eine Rolle. Heinrich Stüber schreibt in seiner Veröffentlichung Burg Stahleck über Bacharach: „Als sagenumwobener Wächter der Romantik hat Stahleck seinen Anteil an diesem Erbe eingebracht!“

## Architektur
Die Burg Stahleck steht in etwa 160 Metern Höhe über NN auf einem Bergsporn am linken Rheinufer am Eingang des Steeger Tals und gehört damit zum Typus der Spornburgen. Von ihrer Südterrasse bietet sich dem Besucher ein Panoramablick auf das dortige obere Mittelrheintal: Im Norden ist die Bacharacher Werth zu sehen, während der Blick gen Süden über die Ruine Nollig und Lorch mit der dazugehörigen Lorcher Werth bis hin zur Burg Fürstenberg reicht.

### Baubestand bis 1689

Grundriss der Burg mit dem Baubestand bis 1689

Während Ausgrabungen in den Jahren von 1925 und 1926 kamen viele bis zu jenem Zeitpunkt verschüttete Grundmauern der mittelalterlichen Burganlage zum Vorschein. Zusammen mit den noch sichtbaren Ruinenresten konnte die bis zum Jahr 1689 existierende Bausubstanz wiedergefunden werden. Demnach besaß Stahleck seit dem Mittelalter drei Zugänge. Vom rheinseitigen Tal kommend, war über eine Felsentreppe ein Doppeltor erreichbar, hinter dem sich ein langgestreckter, schmaler Zwinger anschloss. Von dort aus konnte die Anlage über eine Pforte mit Doppelverriegelung in der nördlichen Mantelmauer betreten werden, die acht Meter von der Nordwest-Ecke entfernt war. Das einstige Haupttor befand sich an der Westecke an der Stelle des heutigen Haupteingangs. Es war sowohl über den nördlichen Zwinger als auch über eine Zugbrücke, die sich einer südwestlich liegenden Vorburg anschloss, erreichbar. Der hinter dem Haupttor liegende Torzwinger endete vor einem inneren Burgtor, hinter dem ein schmaler Durchgang zum Burghof führte. Den dritten Zugang zur Burg bildete eine kleine Pforte in der Außenwand des damaligen südlichen Zwingers, der parallel zur Ringmauer verlief und an seiner Südecke einen Rundturm besaß.
Direkt hinter der nördlichen Ringmauer stand ein längliches Gebäude aus dem 17. Jahrhundert, dem sich am Nordende ein steinerner Wohnbau anschloss. Dessen Erdgeschoss war in mehrere kleine Räume aufgeteilt, und an seinem Südende stand ein Fachwerkbau, dessen Außenmauer durch die südliche Wehrmauer gebildet wurde. Zwei weitere, aus dem 17. Jahrhundert stammende Fachwerkbauten standen an der Westseite hinter einer Schildmauer, welche die Burg seit der ersten Hälfte des 14. Jahrhunderts zur überhöhten Bergseite schützte. Die Gebäude umschlossen auf diese Weise einen langen, schmalen Innenhof, in dessen Mitte ein runder romanischer Bergfried stand, dessen Außenmauer eine Dicke von „14 Schuh“, das heißt vier Metern, aufwies.
Die Wasserversorgung der Burg wurde während des Mittelalters durch das von einer Bergquelle gespeiste Halsgraben-Bassin vor der Schildmauer sichergestellt. Es hatte ein Fassungsvermögen von etwa 500 m³. Über einen in vier Meter Tiefe befindlichen Verbindungsstollen wurde das Wasser von dort zu einem in den Fels gehauenen Brunnen geleitet, der etwa mittig hinter der Schildmauer lag und beim Wiederaufbau der Anlage aus Kostengründen nur bis zu einer Tiefe von sechs Metern freigelegt wurde.
Durch eine Erwähnung im Testament des Pfalzgrafen Ruprecht I. aus dem Jahr 1371 war schon seit geraumer Zeit eine Burgkapelle auf Stahleck überliefert, die dem heiligen Paulus geweiht war. Weil bei den Grabungen im August 1925 die Reste eines frühgotischen Gewölbebogens sowie Teile eines gotischen Kapellenfensters gefunden wurden, konnte die Existenz dieser Kapelle schließlich auch archäologisch belegt werden. Ihre genaue Lokalisierung innerhalb der Burganlage ist aber bis heute nicht gelungen. Auf Grund des Merian-Stichs wird sie im ersten Geschoss des Palas vermutet, denn er zeigt an der rheinseitigen Außenwand einen kleinen kapellenartigen Erker.
Als weiteres fortifikatorisches Element existierte neben der heute noch erhaltenen Geschützplattform im Südwesten eine frühere Bastion im Nordosten der Burganlage.

### Heutiger Baubestand

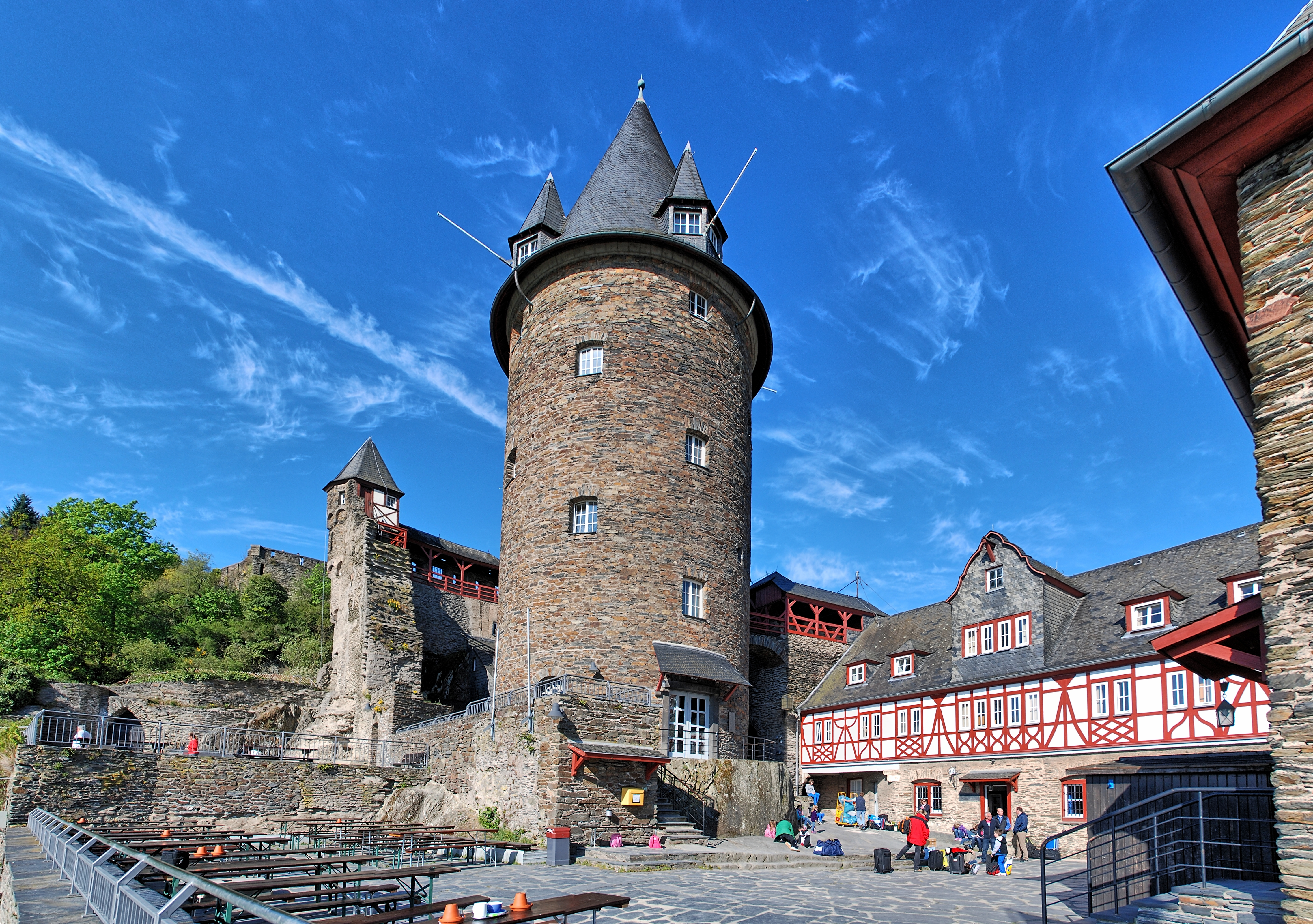
Blick von der Terrasse zum Bergfried und Langhaus; dahinter die Schildmauer

Die heutige Anlage ist eine Rekonstruktion des 20. Jahrhunderts, hauptsächlich basierend auf Grabungsfunden und einem Kupferstich Matthäus Merians aus dem Jahr 1646. Die Pläne für den Wiederaufbau stammten mehrheitlich von Ernst Stahl, der sich bei seinen Entwürfen eng an die Merian-Darstellung hielt und sich dort, wo dessen Stich nichts hergab, an anderen historischen Vorlagen orientierte. So zeigt die nahezu rechteckige, etwa 55 mal 24 Meter messende Anlage den typisch regelmäßigen Grundriss einer Burg aus der Stauferzeit, die sehr klar gegliedert ist. Die Größen der heutigen Gebäude vermitteln in etwa den Eindruck der einstigen Anlage, deren ältester Baubestand die Fundamente des Bergfrieds, Teile des Palaskellers sowie einige Abschnitte der Ringmauer sind.
Weil Burg Stahleck als Jugendherberge genutzt wird, ist sie nicht zu besichtigen. Ihr Innenhof ist aber öffentlich zugänglich, und da er zur Rheinseite nur durch eine niedrige Brüstung abgeschlossen ist, ergibt sich ein guter Blick über das Rheintal.

#### Palas

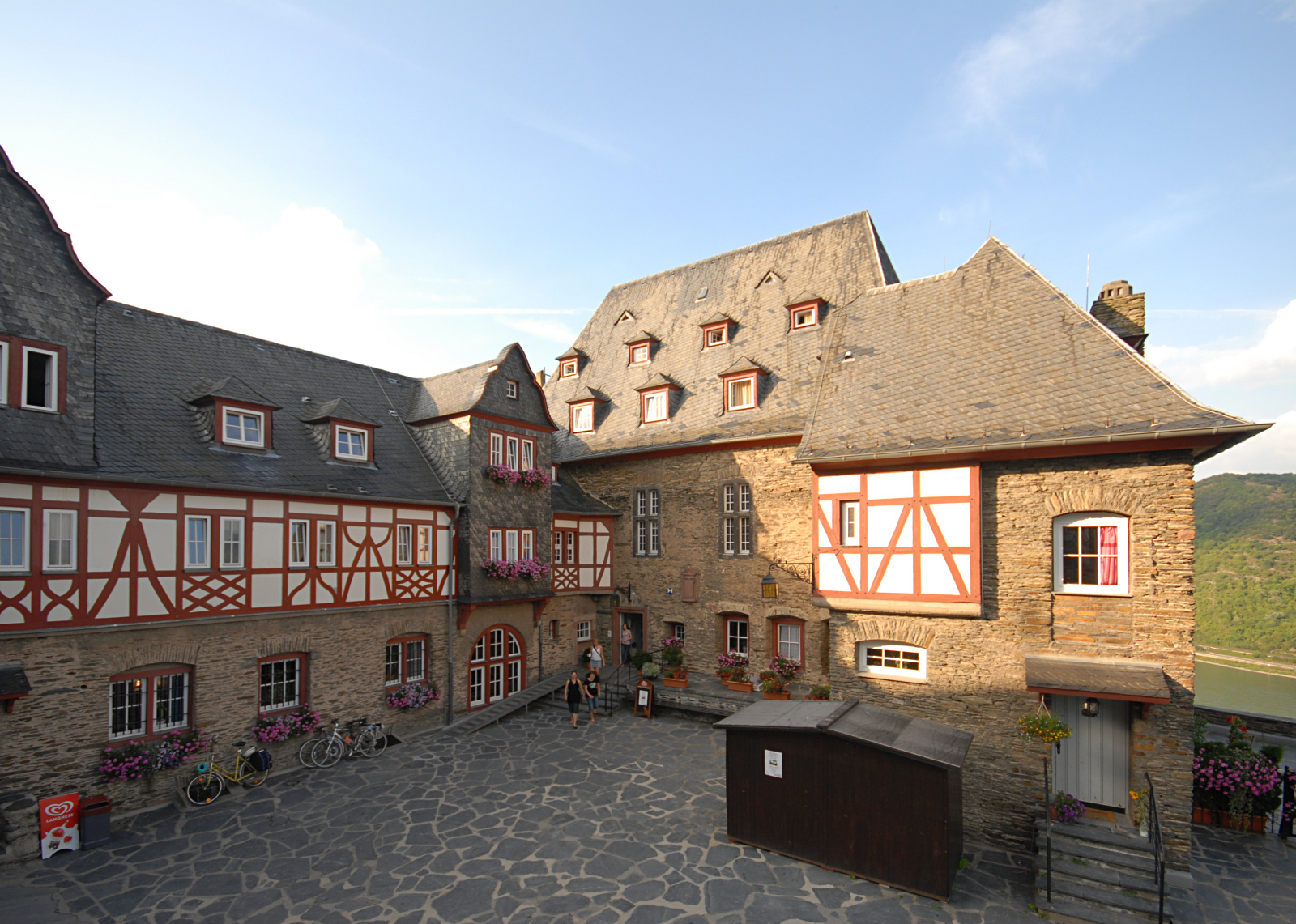
Langhaus (links), Palas (Mitte) und Küchenbau (rechts)

An der rheinseitigen, östlichen Schmalfront steht der zweistöckige Palas aus außenseitigen Bruchsteinen und innenseitigen Schwemmsteinen. Er steht auf einem gewölbten Kellergeschoss, das Ernst Stahl in die Zeit Konrads von Hohenstaufen datierte. Das abgeknickte, dreigeschossige Walmdach des Gebäudes ist zehn Meter hoch und mit Schiefer gedeckt. Es besitzt sowohl zur Rhein- als auch zur Burghofseite drei übereinanderliegende Reihen von Gauben, die mit zunehmender Dachhöhe kleiner werden. Im ersten Obergeschoss zeigt der Bau Kreuzstockfenster aus Basalt, der aus Niedermendig stammt.
An der hofseitigen Fassade erinnert eine steinerne Gedenktafel aus rotem Sandstein an die Wiederaufbauarbeiten des bayerischen Herzogs Karl Ludwig. Ihre Inschrift lautet:
An seiner Südost-Seite schließt sich dem Palas der sogenannte Küchenbau mit zwei Geschossen an. Das Gebäude, dessen erste Etage rheinseitig aus Fachwerk errichtet ist, dient heute als Wohnung der Herbergseltern.
Von den zahlreichen aufeinander abgestimmten Ausstattungsdetails, die Stahl einst für die Burganlage entworfen hatte, sind heute nur noch die Fenster des Rittersaals und dessen Deckenleuchter erhalten. Die elf Saalfenster aus Buntglas des Düsseldorfer Glasmalers Richard Gassen geben die wichtigsten Stationen der Burggeschichte und die Wappen der daran beteiligten Personen oder Institutionen der Rheinprovinz in den 1920er Jahren wider. Ihre Fassungen aus Basaltlava sind nur auf der Außenseite sichtbar. Der etwa 100 Personen fassende Raum besitzt einen Riemenboden aus Eichenholz und eine Decke mit schweren Deckenbalken. Nicht mehr erhalten ist das gesamte von Ernst Stahl gestaltete Mobiliar sowie das Lambris im unteren Bereich der Wände mit hellem Rauputz. Auch der Kamin an der südlichen Stirnseite des Rittersaals entspricht nicht mehr der wuchtigen Form aus den 1930er Jahren. Der damalige Kamin war durch den Benrather Töpfer Claus Bartelmeß im Art-Déco-Stil gefertigt und besaß einen Grundriss von 4 mal 3,5 Metern. Auf seinem Mantel prangte das große Relief eines Reichsadlers.

#### Bergfried
Obwohl die Gründung der Burg wohl spätestens zu Beginn des 12. Jahrhunderts stattgefunden hat, sind keine Teile der bisher bekannten originalen Bausubstanz eindeutig in diese Zeit datierbar. Stahl vermutete, dass die noch erhaltenen Fundamente des Bergfrieds in das 12. Jahrhundert zu datieren sind. Der Rundturm steht in der Mitte des Burghofs auf einem Felssockel und wird von einem 16 Meter hohen abgeknickten Kegeldach abgeschlossen, das vier erkerförmige Fenster mit eigenen kleinen Helmen aufweist. Er besitzt einen 7,5 Meter messenden Grundriss, auf dem sich zwei Meter dicke Außenmauern erheben. Das oberste der sechs Geschosse hat eine Höhe von vier Metern und wurde erst nachträglich aufgemauert, was sich durch eine andere Steinfarbe bemerkbar macht.
Die im Bergfried befindlichen Zimmer für Jugendherbergsgäste sind nach mittelalterlichen Minnesängern benannt und heißen deshalb zum Beispiel Oswald von Wolkenstein oder Hartmann von Aue.

#### Schildmauer und Eingang

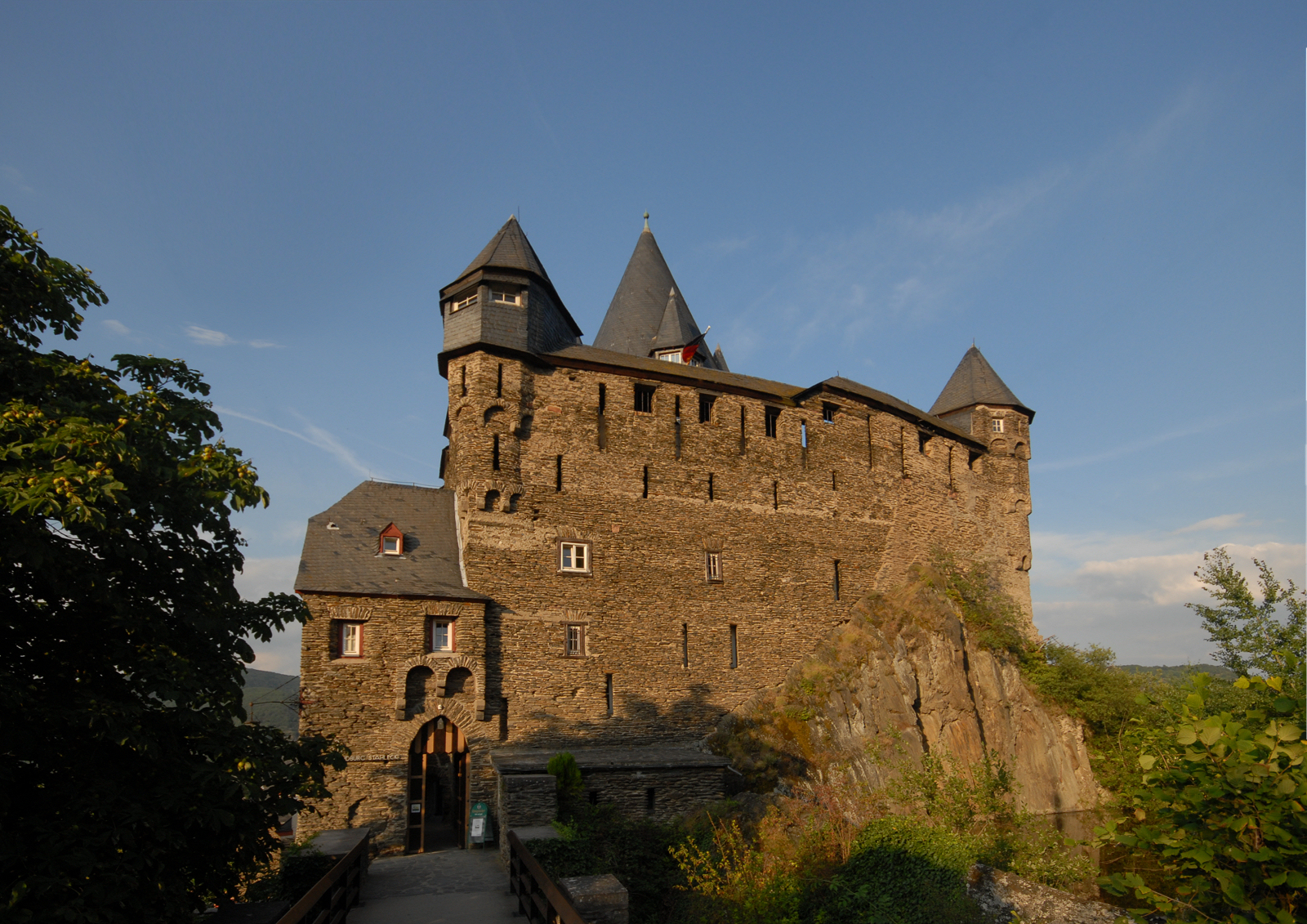
Haupttor und Schildmauer

Die überhöhte Bergseite im Westen der Anlage wird durch eine zur Schildmauer verstärkte Mantelmauer geschützt. Sie ist 2,6 Meter dick und besitzt in ihrer Mauerstärke eine Treppe. Sie reicht jedoch nicht bis zum überdachten Wehrgang, der den oberen Abschluss der Mauer bildet. Einige der schmalen, langgestreckten Fischschwanzscharten sind in ihrem unteren Teil zugemauert und wurden nachträglich mit (rückstoßabfangenden) Prellhölzern für Feuerwaffen versehen. Im oberen Bereich wird die Mauer an beiden Seiten von polygonalen, teilweise mit Schiefer verkleideten Scharwachttürmen flankiert, die zwei früher vorhandene Rundtürme ersetzen.
Vor der Schildmauer liegt ein aus dem Fels gehauener Halsgraben, von dem ein 18 mal 13 Meter großer Bereich abgetrennt ist. Er ist mit rund 500 m³ Wasser gefüllt und dient zugleich als Zisterne, die seit 1928/29 aus drei Quellen in den umliegenden Berghängen gespeist wird. Eine steinerne Brücke führt über den Halsgraben zum Haupteingang, dessen Tor von einem Gusserker beschützt wird. Dahinter befindet sich ein langgestreckter Torzwinger.

#### Sonstige Bauten

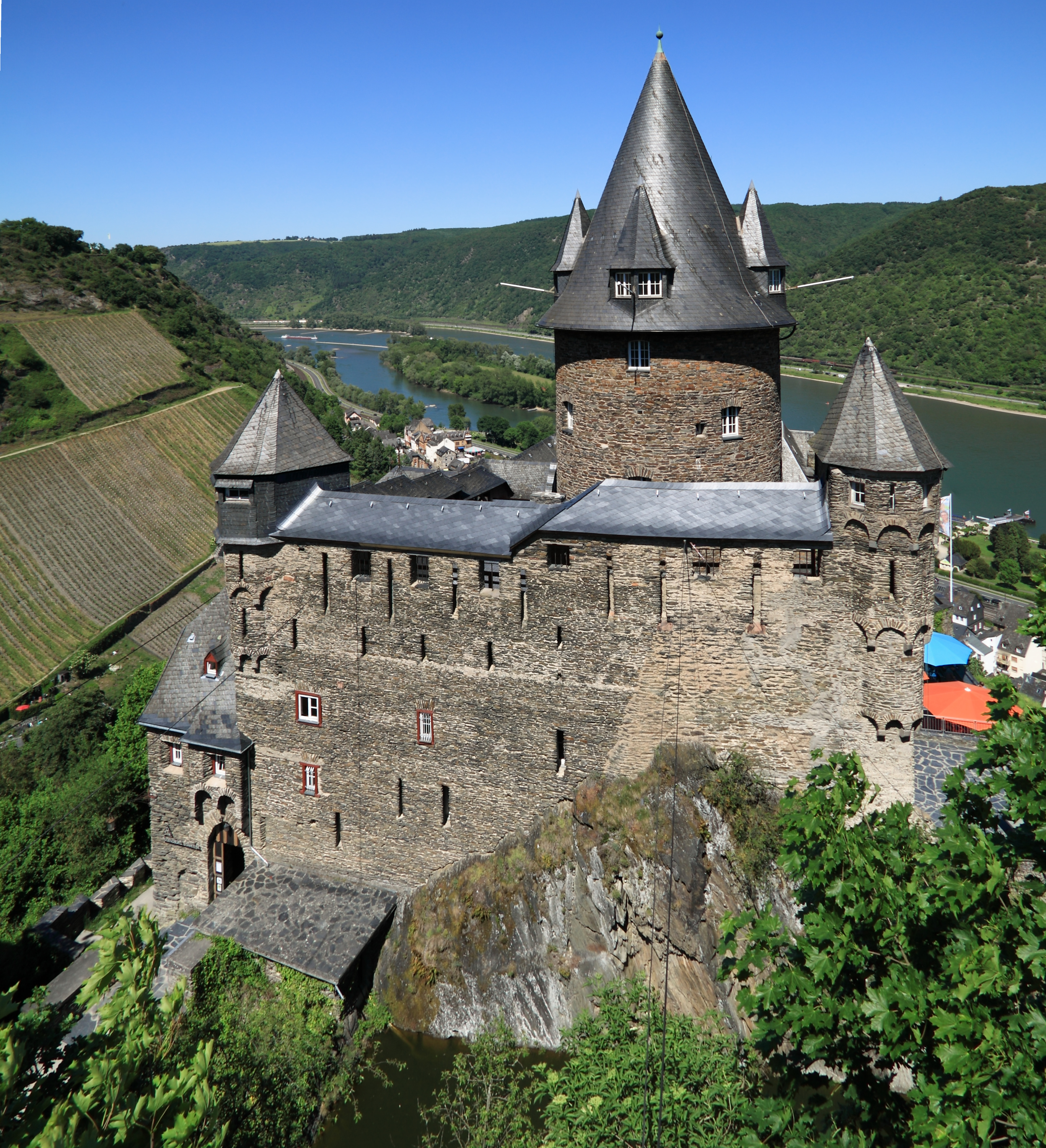
Schildmauer und Lage über dem Mittelrhein

Die ehemalige Jungenherberge wird heute Langhaus genannt. Ihr Erdgeschoss ist aus Bruchstein gemauert und trägt ein erstes Geschoss aus Fachwerk. Das Gebäude besitzt ein Schieferdach mit vier hofseitigen Gauben und ein Zwerchhaus, dessen Giebel geschweift ist.
Das Turmhaus genannte Gebäude mit Pultdach war früher die Mädchenherberge und lehnt sich von innen an die Schildmauer an. Seine architektonische Gestaltung ähnelt der des Langhauses. Die Zimmer des Turmhauses tragen festungsbezogene Namen, so zum Beispiel Schildwache, Falkennest oder Felsenhort.
Südwestlich etwas oberhalb der Burganlage befindet sich eine aus dem Fels gehauene und ummauerte Plattform, die als nachmittelalterliche Geschützplattform gegen den Hang gerichtet ist und ein wichtiges Verteidigungswerk gegen Pulverwaffen darstellte. Ihre genaue Entstehungszeit ist unbekannt. Wie der Stich Matthäus Merians aus dem 17. Jahrhundert zeigt, war sie 1646 schon vorhanden.